# 130. vestlige længdekreds
Den 130. vestlige længdekreds (eller 130 grader vestlig længde) er en længdekreds, der ligger 130 grader vest for nulmeridianen. Den løber gennem Ishavet, Nordamerika, Stillehavet, det Sydlige Ishav og Antarktis.